# Orosi
Orosi (Orisi), jedno od tri plemena iz skupine Orotiña, porodica Manguean, nastanjeno južno od jezera Nicaragua na sjeveru provincije Guanacaste u Kostariki.

## Vanjske poveznice
- Chorotega